# 勝井信勝
勝井 信勝（かつい のぶかつ、1924年（大正13年）9月1日 - 1999年（平成11年）9月3日）は、日本の化学者。学位は、理学博士（北海道大学）。専門は天然物有機化学・植物病理学。北海道大学名誉教授。北海道岩見沢市出身。
北海道大学理学部化学科卒。同大学院理学研究科博士課程修了。その後、同理学部講師、同理学部助教授、同理学部教授。1988年（昭和63年）北海道大学停年退官。同名誉教授。北海道東海大学工学部教授。1995年（平成7年）北海道東海大学定年退職。
家族は、祖父に勝井組創業者の勝井森太郎、父に、勝井建設工業初代社長の勝井勝太郎。兄で勝井建設工業の2代目社長の勝井勤がいる。

## 主要論文（共著）
- 『罹病ジャガイモ塊茎に見出される新坑菌性物質 rishitin 』（日本植物病理學會報 33(2), 74-75, 1967年）
- 『9 トリカブト属アルカロイド : ミヤコニチン・ミヤコニチノンの構造』（天然有機化合物討論会講演要旨集 (13), 61-66, 1969年）
- 『フィトアレキシンの代謝--その生物有機化学的アプローチ』（化学と生物 16(10), p648-660, 1978年）
- 『27 罹病ナス科植物フィトアレキシン類の生合成研究』（天然有機化合物討論会講演要旨集 (25), 194-201, 1982年）

などがある。